# Octobre 1888

## Événements
- 2 octobre :

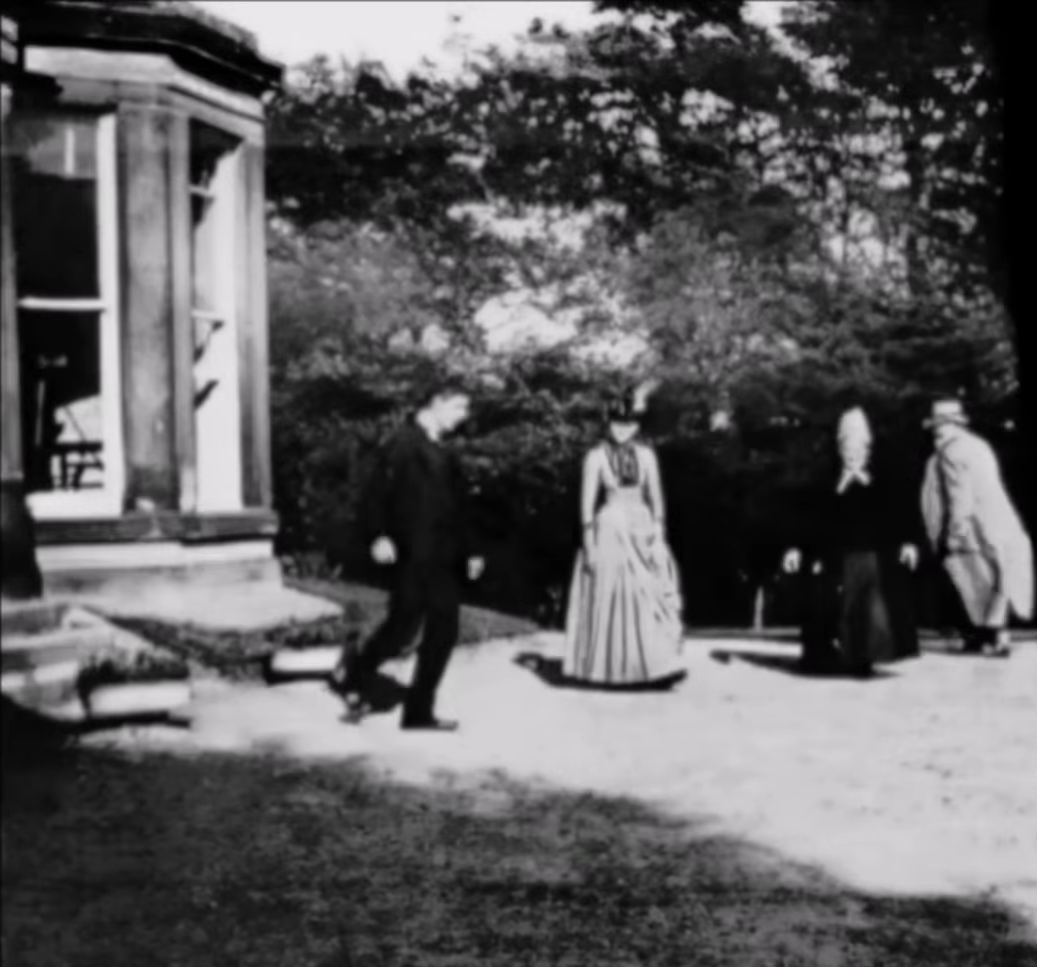
Une scène au jardin de Roundhay, le premier film jamais réalisé.

  - France : recensement des résidents étrangers. Par décret le président de la République instaure l’obligation pour tous les étrangers qui émettent le désir de s’installer en France de se déclarer à la mairie la plus proche dans les quinze jours qui suivent leur arrivée sur le territoire.
  - Annexion de Nauru par l'Allemagne.
- 3 octobre :
  - Royaume-Uni : Scotland Yard publie les lettres "Dear boss", "Saucy Jacky" et "From Hell" prétendument rédigées par Jack l'éventreur en espérant qu'on reconnaîtra son écriture.
- 14 octobre : Louis Le Prince tourne le premier film au monde, projeté à la fin de l'année : Une scène au jardin de Roundhay.
- 15 octobre : Brême et Hambourg entrent dans l’Union douanière allemande, ce qui achève le processus de suppression des douanes à l’intérieur de l’empire.
- 21 octobre : naissance du Parti socialiste suisse.
- 29 octobre : internationalisation du canal de Suez. Signature d’un traité à Istanbul sur la question de la neutralité du canal de Suez. Neuf puissances dont la Grande-Bretagne et l’empire ottoman confirment la liberté de naviguer pour tous. Le khédive assure la sécurité militaire du canal.
- 30 octobre : concession Rudd. Lobengula, roi du Matabélé (Zimbabwe), signe un traité octroyant des droits miniers à la British South Africa Company appartenant à Cecil Rhodes. Le flot de colons blancs qui s’ensuit excède de loin les concessions consenties par les Ndébélé mais Lobengula, tentant d’empêcher une guerre désastreuse pour son peuple, est contraint d’accepter l’installation massive des colons.

## Naissances
- 3 octobre : Eirik Labonne, diplomate français († 12 novembre 1971).
- 6 octobre : Roland Garros, pionnier de l'aviation français († 5 octobre 1918).
- 9 octobre : Nikolaï Boukharine, intellectuel, révolutionnaire et homme politique soviétique († 13 mars 1938).
- 10 octobre : Germaine Haye, supercentenaire française († 18 avril 2002).
- 14 octobre : Katherine Mansfield, écrivaine et poète du début du XXe siècle († 9 janvier 1923).
- 16 octobre : Émile Masson, coureur cycliste belge († 25 octobre 1973).
- 19 octobre : Walter McGrail, acteur et scénariste américain.
- 31 octobre : Charles d'Aspremont Lynden, homme politique belge († 21 juin 1967).

## Décès
- 8 octobre : Jules d'Anethan, homme politique belge (° 23 avril 1803).
- 30 octobre : Ernest de Tarteron, homme politique français.